# Iuliana Buhuș

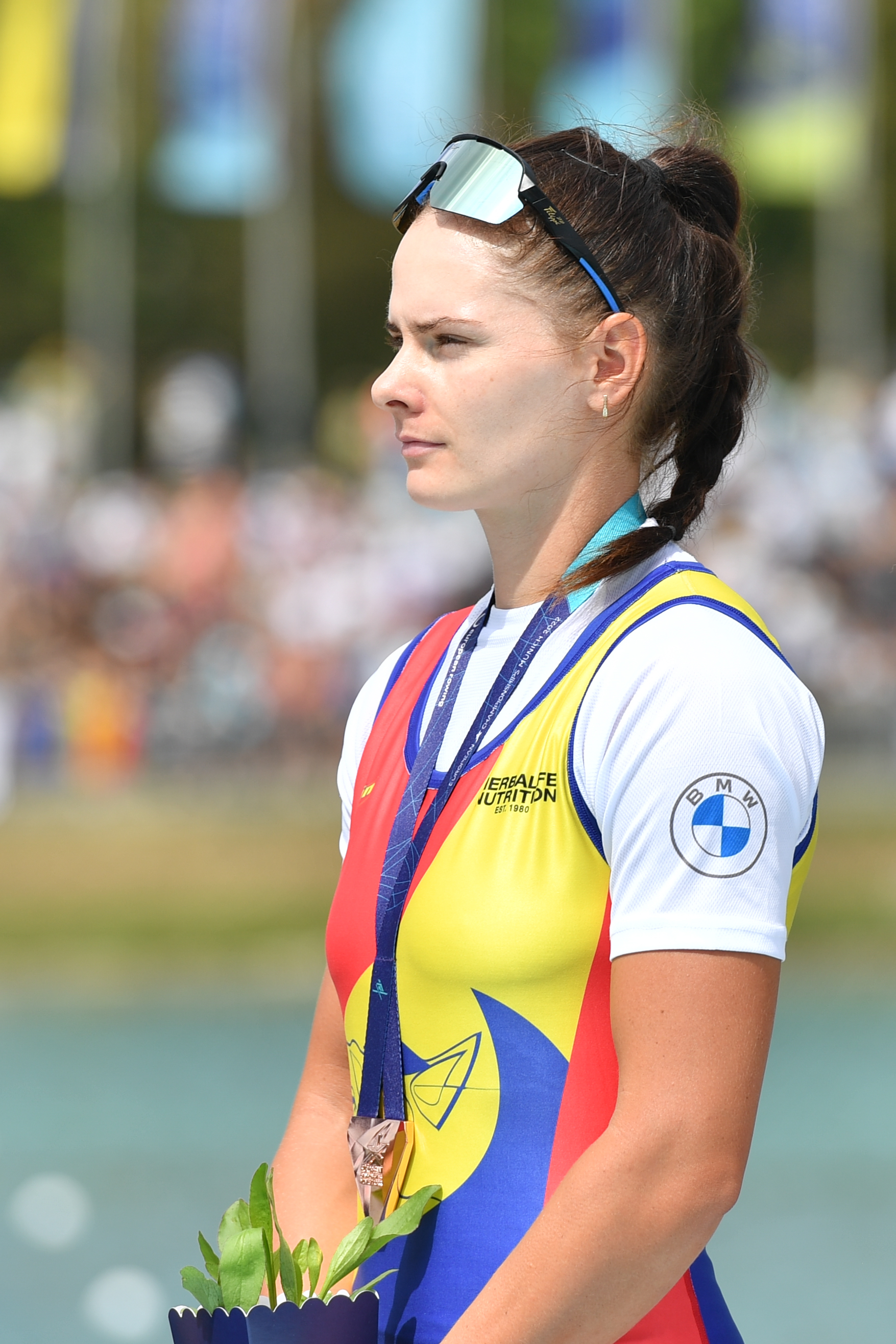
Iuliana Buhuș bei der Siegerehrung für den Viererwettbewerb bei den Europameisterschaften 2022 in München

Iuliana Buhuș (* 4. Juli 1995 in Bârlad, Kreis Vaslui) ist eine rumänische Ruderin, die bis Ende 2023 zwei Goldmedaillen bei Weltmeisterschaften und zwei Goldmedaillen bei Europameisterschaften erruderte.

## Sportliche Karriere
Die 1,80 Meter große Iuliana Buhuș rudert für CS Dinamo Bukarest.
Iuliana Buhuș erreichte bei den U23-Weltmeisterschaften 2014 den sechsten Platz im Doppelvierer. Nachdem die in den beiden folgenden Jahren nur im B-Finale ruderte, wurde sie bei den U23-Weltmeisterschaften 2017 zusammen mit Mădălina Hegheș Vierte im Zweier ohne Steuerfrau.
Bei den Europameisterschaften 2018 wurden Mădălina Hegheș, Iuliana Buhuș, Mădălina-Gabriela Cașu und Roxana Parascanu Zweite im Vierer ohne Steuerfrau hinter den Russinnen und vor den Polinnen. Anderthalb Monate später bei den Weltmeisterschaften in Plowdiw verfehlte der rumänische Vierer deutlich das A-Finale und wurde Elfter in der Gesamtwertung. 2019 trat Buhuș zwar im Ruder-Weltcup an, aber nicht bei internationalen Meisterschaften. Während der COVID-19-Pandemie fanden im Oktober 2020 Europameisterschaften in Posen statt. Adriana Ailincăi und Iuliana Buhuș gewannen den Titel im Zweier ohne Steuerfrau vor den Spanierinnen. Im April 2021 folgten bereits die Europameisterschaften 2021 in Varese. Der britische Zweier siegte vor den Rumäninnen und den Spanierinnen. Bei den Olympischen Spielen in Tokio waren im Zweier ohne Steuerfrau dreizehn Boote am Start. Die beiden Rumäninnen erreichten das B-Finale und wurden in der Gesamtwertung Neunte.
2022 bildeten Mădălina Bereș, Iuliana Buhuș, Maria-Magdalena Rusu und Amalia Bereș einen Vierer ohne Steuerfrau. Bei den Europameisterschaften in München erruderten die Rumäninnen die Bronzemedaille hinter den Britinnen und den Irinnen. Die vier Rumäninnen ruderten auch im Achter, dieser gewann in München den Titel vor den Britinnen. Einen Monat später bei den Weltmeisterschaften in Račice u Štětí trat Buhuș nur mit dem Achter an und gewann den Weltmeistertitel. 2023 verpasste sie die Europameisterschaften in Bled. Drei Monate später bei den Weltmeisterschaften in Belgrad siegte sie mit dem rumänischen Achter vor den Ruderinnen aus den Vereinigten Staaten.